# (500473) 2012 TQ234
(500473) 2012 TQ234 es un asteroide perteneciente al cinturón de asteroides, descubierto el 20 de octubre de 2007 por el equipo del Mount Lemmon Survey desde el Observatorio del Monte Lemmon, Arizona, Estados Unidos.

## Designación y nombre
Designado provisionalmente como 2012 TQ234.

## Características orbitales
2012 TQ234 está situado a una distancia media del Sol de 3,092 ua, pudiendo alejarse hasta 3,565 ua y acercarse hasta 2,620 ua. Su excentricidad es 0,152 y la inclinación orbital 6,440 grados. Emplea 1986,59 días en completar una órbita alrededor del Sol.

## Características físicas
La magnitud absoluta de 2012 TQ234 es 16,7. 